# Danske Skoleelever
Danske Skoleelever (DSE) er en tværpolitisk interesseorganisation for skoleeleverne i Danmark, på både frie grundskoler, ungdomsskoler, efterskoler og folkeskoler.
Danske Skoleelever har siden april 2004 virket som den eneste landsdækkende interesseorganisation for de danske skoleelever, hvor skoleeleverne tidligere (fra 1978 til 2004) havde flere forskellige elevorganisationer til at varetage deres interesser.
Fra maj 2003 til april 2004 var Danske Skoleelever betegnelsen for en fælles overbygning for elevorganisationerne FLO og DEO.
Organisationen ledes af en bestyrelse bestående af grundskoleelever fra hele landet. Magnus Strange Herrmann er foreningens nuværende formand. Aksel Skovgaard Justensen er den nuværende næstformand.

## Om DSE
DSE er en interesseorganisation, der udover at repræsentere landets skoleelever i forskellige relevante fora, også arbejder med udbredelse af elevdemokratiet. Blandt andet vha. aktiviteter for elever og elevråd som f.eks. det årlige weekendkursus.
Organisationens demokratiske struktur bygger på kollektivt medlemskab – hvor elevrådene på skolerne melder sig ind. Det er dog også muligt at være personligt medlem af DSE.
Organisationen har 939 kollektive medlemmer (slut 2017).
DSE er medlem af Dansk Ungdoms Fællesråd (DUF).
Danske Skoleelever har en foreningssang der hedder Med et hav af hænder og er skrevet af Janne Wind til DSE's 15 års jubilæum i 2019. 

## DSE's struktur
Danske Skoleelever er rent organisatorisk struktureret således:
1. Generalforsamling
2. Landskonference
3. Bestyrelsen
4. DSE Ledelse[9]

### Generalforsamling (GF)
Alle landets grundskoleelever er inviteret, ligeledes med bestyrelsen, sekretariatet samt indbudte gæster. Generalforsamlingen er DSE's højeste myndighed, og kan derfor træffe beslutning om alt i organisationen, og typisk stilles der (ændrings)forslag til resolutioner, principprogrammet samt styringssættet. Det er også muligt at stille både in- og eksterne udtalelser, men disse er kun gældende i ét år ad gangen. Generalforsamlingen afholdes i første halvår iht. kalenderåret.

### Landskonference (LK)
Alle landets grundskoleelever er inviteret, ligeledes med bestyrelsen, sekretariatet samt indbudte gæster. Landskonferencen er DSE's næsthøjeste myndighed, og der kan kun vedtages in- og eksterne udtalelser, såfremt at de ikke modstrider noget vedtaget på en generalforsamling. På Landskonferencen fremfører bestyrelsen (oftest er det formanden der rent fysisk aflægger den) også sin halvårsberetning.

### Bestyrelsen (BES)
Bestyrelsen administrerer organisationen imellem stormøderne (generalforsamlingen og landskonferencen). I DSE's bestyrelse kan der sidde 36 Lokalvalgte (én lokalbestyrelsesformand og 1 lokalbestyrelsesnæstformand pr. Lokalafdeling), 1 formand og 1 næstformand. Bestyrelsen kan træffe og overtrumfe alle beslutninger, på nær dem taget af en generalforsamling eller en landskonference.

## Centrale personer i DSE samt sekretariat
Formanden og bestyrelsen for DSE vælges på generalforsamlingen (GF) for en etårig periode.
Den nuværende formand for Danske Skoleelever er Magnus Strange Herrmann. Hun overtog pladsen fra Marie Holt Hermansen.
DSE's sekretariatschef siden 2023 er René Gade. Sekretariatschefen for Danske Skoleelever var gennem en længere årrække (2005-2022) Robert Holst Andersen, der havde været involveret i organisationen siden starten i 2003/2004.
Danske Skoleelever har siden d. 23. februar 2017 haft sekretariat på Sindalsvej 9 i Risskov
Fra 2013 til 2017 havde Danske Skoleelever sekretariat på Agerskellet 3 i Randers.
Indtil 2015 havde DSE også andel i kontorfællesskabet med resten af elevbevægelsen, nemlig Elevbevægelsens Hus (EH), men DSE valgte i 2015 at sælge sin andel fra. Tidligere havde man sekretariat i Århus, SEKTOR på Mejlgade 30B, som fungerede som DSE's hovedsekretariat fra 2005 og indtil udgangen af april 2013 (SEKTOR havde dog været benyttet til diverse sekretariatsfunktioner indenfor elevbevægelsen siden 1990). Denne ejendom blev også solgt fra i 2015.

## DSE's lokale arbejde
DSE er på lokalt plan delt op i 17 Lokalafdelinger.
På lokalt basis ledes organisationen af 1 lokalformand og 1 lokalnæstformand som sidder i bestyrelsen for organisationen.
Herudover findes der i alle lokalafdelinger bestyrelser med 11 medlemmer i hver, samt lokalformanden og lokalnæstformanden

## Danske Skoleelever 2003-2004
I weekenden den 10.- 11. maj 2003 holdt bestyrelsen for Danmarks Elev Organisation og hovedbestyrelsen for Folkeskoleelevernes Landsorganisation et fælles møde, hvor de skulle beslutte retningslinjerne for arbejdet frem mod én samlet elevorganisation for de danske skoleelever. Resultatet blev, at de to organisationer dannede en fælles overbygning, som de kaldte Danske Skoleelever, DSE, til fremover at repræsentere eleverne udadtil. FLO's og DEO's politiske og til dels også organisatoriske virke blev "fastfrosset" gennem en synkroniseringsplan til fordel for det fælles virke gennem DSE (de vigtigste dele af aftalen trådte i kraft d. 12. maj 2003). DSE blev frem til april 2004 ledet af en styrelse sammensat af medlemmerne af FLO's hovedbestyrelse og DEO's bestyrelse og udadtil repræsenteredes DSE af 4 talsmænd, Martin Justesen (FLO), Henrik Thing Mortensen (DEO), Robert Kjellerup Andersen (FLO) og Jonathan Simmel Olsen (DEO).
Kommunikationsmæssigt blev "FLO's nyhedsbrev" til "DSE's nyhedsbrev" og FLO's blad Elev-Nyt, blev nu udgivet i DSE's navn, ligesom alle øvrige udgivelser efter 12. maj 2003 skete i DSE's navn. DSE fik egen hjemmeside i november 2003 og en række administrative opgaver blev lagt over til FLO's landssekretariat (der også efter den endelige sammenlægning i 2004 forventedes at skulle fungere som sekretariat).
FLO's 27. landsmøde, DEOs 20. kongres og DSE's 1. ordinære generalforsamling blev afholdt i weekenden d. 16.- 18. april 2004, hvor DEO enstemmigt blev nedlagt og den endelige sammenlægning blev konfirmeret. 

## DSE's historie
Af DSE's virke fremhæves herunder en række begivenheder fra DSE's historie siden starten i 2003, bl.a.:
2003 På et møde i København i weekenden d. 10.-11. maj 2003 besluttedes det at oprette Danske Skoleelever, DSE som en ny fælles overbygning til elevorganisationerne FLO og DEO. DSE repræsenteres udadtil ved fire talsmænd, to fra hver af organisationerne. I efteråret afholdes det første DSE-stormøde Landskonferencen 2003 – LK'03 (fælles stormøde mellem FLO og DEO).
2004 DSE bliver til en selvstændig organisation ved en fusion mellem Folkeskoleelevernes Landsorganisation og Danmarks Elev Organisation, formanden Teis Volstrup vælges.
2005 På generalforsamlingen 2005 (GF'05) vælges en ny formand for organisationen, Alexander Grandt Petersen. Først på året flyttes sekretariatet fra København til Århus.
2006 Landets skoleelever demonstrerer mod regeringens afskaffelse af gruppeeksamen. DSE får igen ny formand, Anemone Birkebæk.
2007 I forbindelse med folketingsvalget afvikler DSE kampagnen 'Giv os lov' – for et bedre undervisningsmiljø og bedre lovgivning på området. Blandt andet afholdes demonstrationer tirsdag d. 6. november 2007, en uge før folketingsvalget.
2008 DSE får igen ny formand Troels Boldt Rømer bliver valgt på Generalforsamlingen 2008 (GF'08). Som 13-årig 7. klasses elev bliver han den hidtil yngste formand for foreningen.
2009 DSE deltager i kampagnen Ungvalg09 – en kampagne under Dansk Ungdoms Fællesråd i forbindelse med prøvevalgene til Kommunalvalget 2009. DSE modtager i september 2009 Stinusprisen fra Danmarks Lærerforening. Formanden Troels Boldt Rømer og de tidligere formænd Anemone Birkebæk, Alexander Grandt Petersen og Martin Justesen møder op for at modtage DLFs hæder.
2010 DSE er markant til stede i pressen og er en meget aktiv medspiller i regeringens 360 graders eftersyn af folkeskolen. Den 25. maj afholdt DSE et topmøde for folkeskolen med blandt andet daværende undervisningsminister Tina Nedergaard som deltager. I forbindelse med lanceringen af regeringens visioner for folkeskolen – der også indeholdt et forslag om en fjernelse af loftet over klassekvotienten, aktiverede DSE på få dage flere tusind elever med kampagnen Drop Megaklasserne og fik på meget kort tid regeringen til at trække forslaget tilbage.
2011 Det første 'Weekendkursus' i organisationens historie afholdes i januar. Der vælges en ny formand på Generalforsamlingen 2011 (GF'11) nemlig Vera Rosenbeck
2012 Med foreningsårets fokus på elevdemokrati afvikler DSE en 'Speak-Up' kampagne med start i begyndelsen af 2012. Fokus var hvorvidt eleverne bliver hørt nok ude på skolerne, og kampagnen indledtes med dialogmøde afholdt på Christiansborg.
2013 DSE får nyt sekretariat i Randers. I maj måned etableres Elevtelefonen en telefonrådgivning for skoleelever der drives af DSE.
2014 Landskonferencen i efteråret blev afholdt med 486 deltagende elever (det største antal deltagere ved et DSE-møde indtil da). Med et medlemstal på 919 elevråd tilsluttet DSE (mod 861 elevråd i 2013), når DSE for første gang over 900 elevråd som medlemmer.
2015 Organisationens største stormøde (landskonferencen i efteråret), bliver afholdt med over 500 deltagende elever.
2016 Jens Vase vælges som formand, og det var dermed første gang, at DSE valgte en formand fra en privat-, lille- eller friskole.
2017 DSE's sekretariat flytter til Risskov ved Aarhus. Med en ændring af loven om elevers og studerendes undervisningsmiljø sikres det, at alle skoler skal have klare antimobbestrategier, at skolerne er underlagt krav om at handle, når mobning konstateres og at der oprettes et nationalt klagenævn for eleverne. Disse ændringer opfyldte i høj grad, hvad Danske Skoleelever gennem mange år har bedt politikerne om at sikre som rettigheder for eleverne. DSE var stort set den eneste af organisationerne på folkeskoleområdet, der ønskede loven vedtaget, men trods pres fra en række andre organisationer, valgte Folketinget at imødekomme elevernes ønsker. Ved DSE's generalforsamling er der for første gang kampvalg om den øverste post i organisationen, idet to kandidater var opstillet som formand. Formandsvalget blev vundet af Jakob Bonde Nielsen fra København.
2018 Med virkning fra og med 1. juli 2018 er der blevet indført den ordning, at DSE's formand og næstformænd nu beklæder deres poster fra d. 1. juli i det år, hvor de er blevet valgt og til 30. juni året efter. Sarah Gruszow Bærentzen blev således den første formand, der tiltrådte sit formandsvirke fra datoen 1. juli. Endvidere blev organisationens 6 regioner nedlagt og erstattet af 17 lokalafdelinger.
2019 Efter en formandsvalgkamp op til generalforsamlingen i april måned, der blev ført på flere platforme, valgtes Thea Enevoldsen fra Brønderslev som foreningens formand med virkning fra 1. juli 2019.
2020 Danske Skoleelever lancere 2 nye tilbud: Vi er UMR - Undervisningsmiljørepræsentanterne som skal uddanne elever i undervisningsmiljø og Peng’ Pong - Sætter hverdagsøkonomi på skoleskemaet som er et undervisningsmateriale om hverdagsøkonomi til mellemtrinnet. Danske Skoleelever aflyser alle skolebesøg og udadgående arrangementer mellem den 12. marts og 13. april på grund af Coronavirus.  DSE vælger ekstraordinært at udsætte generalforsamlingen til efteråret grundet Coronavirus. De siden 2019 valgte og fungerende medlemmer af DSE's formandskab trak sig den 31. juni tilbage fra arbejdet og blev erstattet af en arbejdsgruppe bestående af Esther Vyff Petersen som fungerende formand, Rasmus Ditlefsen og Mathias Kemiling som fungerende næstformænd.  Arbejdsgruppen fungerede som fungerende formandskab frem til generalforsamlingen 2020. Thea Enevoldsen og Leanor Dall var dog formelt formand og næstformand indtil generalforsamlingen var afholdt. Bestyrelsesmedlemmer, som afsluttede deres grundskole i 2020, trådte ud af bestyrelsen den 1. juni. Dette inkluderede ikke arbejdsgruppen, som skulle fungere som formandskab.  DSE modtager Danmarks UNICEF-prisen 2020 "fordi elevorganisationen modigt tør stille sig frem og kæmpe børn og skoleelevers sag."
Efter et kampvalg til formandsposten mod Hieu Stefansen ved generalforsamlingen i november blev Esther Vyff Petersen valgt som formand for DSE.
2021 I februar 2021 annoncerede Danske Skoleelver at organisationen havde stiftet en skolefotovirksomhed ved navn Mer’foto. Målet med virksomheden er, ifølge DSE, at skabe økonomisk vækst for organisationen samtidig med at oprette en årlig pulje på 5% af virksomhedens overskud som elevråd kan søge om midler hos.
2022 Den årlige generalforsamling blev mod sædvane afholdt så sent som i juni måned (i Hadsten). Det var første gang siden 2019, at man kunne gennemføre et fuldt fysisk stormøde efter to års COVID-19 restriktioner. Marie Holt Hermansen blev valgt som foreningens nye formand (der fremover, hvis det ønskes, også kan kaldes forkvinde eller forperson).

## Formandskaber for DSE
- 18.04.2004 – 10.04.2005: Teis Volstrup, Frederikshavn [fn 3]
- 10.04.2005 – 30.04.2006: Alexander Grandt Petersen, Esbjerg
- 30.04.2006 – 13.04.2008: Anemone Birkebæk, Snoghøj
- 13.04.2008 – 27.03.2011: Troels Boldt Rømer, Karlslunde
- 27.03.2011 – 21.04.2013: Vera Rosenbeck, Roskilde
- 21.04.2013 – 06.04.2014: Agnete Vienberg Hansen, Frederiksberg
- 06.04.2014 – 26.04.2015: Miranda Wernay Dagsson, København
- 26.04.2015 – 17.04.2016: Silke J. Fogelberg, Odense
- 17.04.2016 – 02.04.2017: Jens Vase, Odder
- 02.04.2017 – 30.06.2018: Formand Jakob Bonde Nielsen, København, næstformand Chili Preisler
- 01.07.2018 – 30.06.2019: Formand Sarah Gruszow Bærentzen, Brøndbyøster, næstformand med ansvar for bestyrelsen Oscar Sommer og næstformand med ansvar for sekretariatet Sonja Agerbæk
- 01.07.2019 – 30.06.2020: Formand Thea Enevoldsen, Brønderslev, næstformand med ansvar for bestyrelsen Nik Vistisen, næstformand med ansvar for sekretariatet Leanor Dall [fn 4]
- 01.07.2020 – 30.06.2021: Formand Esther Vyff Petersen, Tjæreborg, næstformand med ansvar for bestyrelsen Rasmus Ditlevsen, næstformand med ansvar for sekretariatet Mathias Keimling [fn 5]
- 01.07.2021 – 20.01.2022: Formand Mille Borgen Mikkelsen, Sønderborg, næstformand med ansvar for bestyrelsen Bjørn Otto Juhl Hansen og næstformand med ansvar for sekretariatet Elisabeth Froholdt
- 20.01.2022 – 30.06.2022: Formand Mille Borgen Mikkelsen, næstformand med ansvar for sekretariatet Elisabeth Froholdt
- 01.07.2022 – 01.07.2023: Formand Marie Holt Hermansen, Odense, næstformand Abed Tabbara, konstitueret næstformand Laura Poulsen (konstitueret 4. februar 2023).
- 01.07.2023 – 01.07.2024: Formand Laura Poulsen, Randers. Næstformand Frederikke Didriksen, Holsterbro.
- 01.07.2024 – 01.07.2025: Formand Caroline Helene Hermansen, Vejle. Næstformand Lea Bay Pedersen
- 01.07.2025 - 01.07.2026: Formand Magnus Strange Herrmann, Hvidovre. Næstformand Aksel Skovgaard Justesen

## Sekretariatschefer for DSE
- 2003 – 2005: Kirstine Vestergård Nielsen
- 2005 – 2005: Morten E. G. Jørgensen
- 2005 – 2022: Robert Holst Andersen
- 2023 – nu: René Gade

## Elevtelefonen
I 2013 blev Center For Elevrådgivning (CFE) oprettet af Danske Skoleelever for at drive Elevtelefonen, et sted, hvor alle skoleelever i Danmark kan søge rådgivning med spørgsmål og emner indenfor skoleområdet. Elevtelefonen blev etableret som del af en finanslovsaftale, hvor der blev afsat midler til en elevrådgivning og Ministeriet for Børn og Undervisning har således skudt penge i projektet.

## Store kampagner, aktiviteter og projekter
DSE har gennem årene gennemført adskillige store kampagner eller andre stort anlagte eksterne aktiviteter, der i de fleste tilfælde har kunnet gennemføres som følge af støtte fra forskellige samarbejdspartnere og bidragsydere.
- 2007: 'Giv os lov'[43] (for bedre undervisningsmiljø og bedre lovgivning herom)
- 2009: Ungvalg09[44] (en kampagne under Dansk Ungdoms Fællesråd - om 16-års valgret)
- 2012: Speak-Up[45] (med støtte fra bl.a. Undervisningsministeriet)
- 2013-2019[46]: Elevinddragelse (om øget elevinddragelse i undervisningen herunder om et muligt øget læringsudbytte af elevinddragelse[47] - med støtte fra bl.a. Undervisningsministeriet[48] og A.P. Møller Fonden)[49]
- 2014-2015: Ny skole (informationskampagne om, hvad folkeskolereformen 2014 betyder for eleverne[50] - med støtte fra bl.a. Undervisningsministeriet[51])
- 2015: Indeklima på skolen (professionel måling af indeklima på 25 skoler i samarbejde med rådgivningsfirmaet EXERGI Partners samt målerproducenten IC-Meter)[52]
- 2016: Alle Med - Inklusion i øjenhøjde[53] (kampagne med formål at give eleverne en bredere forståelse af handicap og særlige behov i samarbejde med Sammenslutningen af Unge Med Handicap og Danske Handicaporganisationer)[54][55]
- 2017: WiFive - Det gode digitale fællesskab (Undervisningsforløb til mellemtrinnet, der danner eleverne digitalt)[56]
- 2020: Peng’ Pong - Sætter hverdagsøkonomi på skoleskemaet (Undervisningsmateriale til mellemtrinnet om hverdagsøkonomi) [57]
- 2020: Vi er UMR - Undervisningsmiljørepræsentanterne (Kursus som skal uddanne elever til undervisningsmiljørepræsentanter) [58]

Og af forskellige øvrige kampagner og udspil, større som mindre, som DSE har taget initiativet til eller deltaget i, kan nævnes: ”Minimumsrettigheder for Skoleelever”, ”Prøverne på Prøve”, ”Skriv til Bertel”, ”Drop MEGAKLASSERNE”, ”Frugt i Skolen”, ”Projekt Elevråd” m.fl.

## Økonomi
DSE modtager som andre ungdomsorganisationer et driftstilskud, der fordeles gennem Dansk Ungdoms Fællesråd, til dækning af organisationens almindelige drift. I 2015 udgjorde driftstilskuddet 1.267.295 kr. DSE er dog derudover for en stor del selvfinancierende ved indtægter, der især kommer fra medlemskontingenter samt salg af materialer, kurser og andre ydelser.
DSE har gennem årene været involveret i mange forskellige projekter, hvoraf flere har været udtænkt og igangsat af organisationen selv, og organisationen har i den forbindelse fået støtte fra såvel private donorer og samarbejdsparter som fra offentlige midler - især fra Undervisningsministeriet. For eksempel har organisationen modtaget milliontilskud til såvel Elevtelefonen som til DSE's projekt om effekten af elevinddragelse i undervisningen (der har involveret flere hundrede skoleklasser over flere år), hvortil bl.a. Undervisningsministeriet gav 10 millioner kroner i støtte.
Nogle politikere har været ude med kritik af, at en enkelt elevorganisation gentagne gange modtager millionstøtte fra Undervisningsministeriet, men undervisningsministeren henholder sig til, at det beror på DSE's evne til at indsende "gode ansøgninger om spændende projekter".
I 2021 annoncerede DSE at de havde stiftet datterselskabet Mer’foto som er en skolefotovirksomhed der skal være med til at skabe økonomisk vækst for DSE. Ifølge Mer’fotos hjemmeside vil der også oprettes en årlig pulje på 5% af virksomhedens overskud som elevråd får mulighed for at søge om midler hos.

## Kritik
Danske Skoleelever har i perioden 2015-2016 fra flere sider modtaget kritik for, at de, hvad angår folkeskolereformen 2013/2014, kun repræsenterer de elever, der går ind for reformen, mens de ikke har formået at være talerør for de elever, der er modstandere af denne.
I efteråret 2015 oprettedes elevinitiativet En stor mellemfinger til den nye skolereform først som en Facebook-gruppe, som protest mod virkningerne af folkeskolereformen 2014. Fra november samme år begyndte initiativet både at arrangere demonstrationer og skolebesættelser og de har heller ikke undladt at kritisere DSE for organisationens holdning til reformen. Siden 2017 har dette elevinitiativ ikke stået for nogle aktiviteter.
I begyndelsen af januar 2016 dannedes en alternativ elevorganisation, Alle Danmarks Folkeskoleelever, ADFE med det formål især at ville varetage interesserne for de elever, der ikke går ind for skolereformen. ADFE formåede dog ikke at få etableret en økonomisk bæredygtig organisation, og blev nedlagt igen pr. 1. juni 2016.
Den 2. oktober 2016 valgte et tidligere regionsbestyrelsesmedlem fra DSE's Region Sjælland, Mathias Bach Frederiksen, at stifte en ny elevorganisation under navnet De Danske Folkeskoleelever, DDF. Organisationen havde bl.a. som sigte at kæmpe mod lange skoledage, og organisationen var virksom på f.eks. Facebook, men tegnedes ellers udelukkende af Mathias som formand (der blev aldrig valgt nogen bestyrelse). I juli 2018 ophørte DDF med sine aktiviteter.
I mere generelle vendinger er der også rejst kritik af eller udtrykt forundring over, at DSE gennem flere år ikke har været at finde som deltagere i større demonstrationer.

### Reaktioner på kritik
Efter demonstrationerne i begyndelsen af november 2015 arrangeret af elevinitiativet En stor mellemfinger til den nye skolereform udsendte DSE en video som kommentar til noget af den kritik og debattone, der var kommet fra demonstranterne: Danske Skoleelever - Svar på tiltale
Som yderligere kommentar til forskellige beskyldninger om, at DSE skulle være "købt af regeringen", udtalte DSE's daværende formand Silke J. Fogelberg:
”Der har været snak om, om vi er købt at regeringen eller ej. Det synes jeg ikke, vi er. Vi har stor troværdighed i at være af elever og for elever. Vi kæmper elevernes sag. Vi holder kurser, snakker med elever og har mange arrangementer hvor flere hundrede deltager”.
En reaktion fra DSE på spørgsmålet om skoledagens længde kom indenfor samme måned, som den alternative elevorganisation (ADFE) var blevet stiftet. Efter at et notat fra Det Nationale Forskningscenter for Velfærd (SFI) blev offentliggjort den 28. januar 2016, "Elevers holdning til skoledagens længde", der viste, at ca. 3/4 af eleverne i den undersøgte gruppe mente, at skoledagen i en eller anden udstrækning er for lang, gik DSE ud med en pressemeddelelse med overskriften "Elever kræver en afvekslende skoledag, der ikke er for lang", og heri udtalte DSE's formand:
”Mange kommuner har taget de lavest hængende frugter først og indført en længere skoledag med det samme, uden at de samtidigt har gjort skoledagen mere varieret f.eks. ved at indføre understøttende undervisning og bevægelse. Måske skulle de gøre det omvendt, og først indfører en længere skoledag, når de har tiltag klar, som kan gøre skoledagen mere varieret og spændende.”

### Kontroverser
I begyndelsen af 2022 bragte Ekstra Bladet omtale af et antal muligt kritisable forhold i DSE vedr. organisationens frivilliges arbejdstider og indkvartering samt daværende sekretariatschef, Robert Holst Andersen's lønforhold. Det oplystes endvidere, at Styrelsen for Undervisning og Kvalitet under Undervisningsministeriet i et antal sager bad om svar på en række spørgsmål om foreningens arbejds- og boligforhold og om foreningens økonomi.
De belyste forhold medførte, at et antal af DSE's samarbejdspartnere valgte at sætte deres økonomiske støtte på pause. Derudover igangsatte Arbejdstilsynet og Styrelsen for Undervisning og Kvalitet (STUK) tilsyn med Danske Skoleelever, hvilket resulterede i at STUK midlertidigt tilbageholde organisationens tilskud fra Børne- og Undervisningsministeriet, indtil deres tilsynet var overstået. DSE's daværende formand Mille Borgen Mikkelsen udtalte i den anledning:
"Som forening er vi i Danske Skoleelever altid klar til at kigge indad, lære og blive bedre, og vi ser frem til at Styrelsen for Undervisning og Kvalitet færdiggør deres tilsyn og formentlig kommer med vejledning til, hvad Danske Skoleelever kan gøre bedre".
Tilsynene resulterede i, at Danske Skoleelever blev fremlagt påbud fra Arbejdstilsynet samt en række krav fra Styrelsen for Undervisning og Kvalitet, for at de fortsat kan modtage støtte, heriblandt krav om, at de frivilliges arbejdstid skal overholde rammerne fastsat af Arbejdstilsynet, at indkvartering af frivillige skal ske under lovlige forhold, og at sekretariatschefens løn skal holdes på et "rimeligt lønniveau svarende til de statslige overenskomster for tilsvarende arbejde", konkret fremsat som at værende højest 900.000 til 975.000 kr.
Det daværende formandskab, bestående af Mille Borgen Mikkelsen og Elisabeth Forholdt, udtalte om de interne forhold i organisationen, der førte til den øgede fokus på, hvordan arbejdsgangene var i DSE, at da det trepersoners valgte formandskab efter sommerferien 2021 "skulle til at arbejde sammen, så viste det sig, at det var vi ikke gode til", samt at ingen af beskydningerne var sande.
Danske Skoleelever har sidenhen anket Arbejdstilsynet og Styrelsen for Undervisning og Kvalitets påbud og krav, og anklagede STUK for at deres tilsynsrapport indeholder "en række faktuelle fejl og mangler, usaglige vurderinger og uhjemlede konklusioner og krav, der medfører en usaglig forskelsbehandling af foreningen."

## Lokalafdelinger, lokalformænd og lokalnæstformænd
Der er 17 lokalafdelinger i DSE:  
| Navn                              | Post               | Lokalafdeling      |
| --------------------------------- | ------------------ | ------------------ |
| Karla Winkel Andersen             | Lokalformand       | Himmerland         |
| Oliver Elo Hope-Lidegaard         | Lokalnæstformand   | Himmerland         |
| Benjamin Zafarin                  | Lokalformand       | Østjylland         |
| Merle Rita Juhl Plesner           | Lokalnæstformand   | Østjylland         |
| Leah Wildau Rørbæk Duly           | Lokalformand       | Midtjylland        |
| Caroline Lyng Lauridsen           | Lokalnæstformand   | Midtjylland        |
| Sara Bach Nielsen                 | Lokalformand       | Trekanten          |
| Pelle Tesfaye                     | Lokalnæstformand   | Trekanten          |
| Adelle Munksgaard                 | Lokalformand       | Sydvestjylland     |
| Marcus Seidler                    | Lokalformand       | Sønderjylland      |
| Laura Lund Gregersen              | Lokalnæstformand   | Sønderjylland      |
| Liva Slot Lassen                  | Lokalformand       | Fyn                |
| Madicken Luther                   | Lokalformand       | Lolland-Falster    |
| Zander Hjorth                     | Lokalformand       | Sydsjælland        |
| Melissa Maria Skytte Mortensen    | Lokalnæstformand   | Sydsjælland        |
| Frederik Jensen                   | Lokalformand       | Østsjælland        |
| Ankit Vestbjerg                   | Lokalnæstformand   | Østsjælland        |
| Mathilde Frederiksen              | Lokalformand       | Københavns Omegn   |
| Ronja Zander                      | Lokalnæstformand   | Københavns Omegn   |
| Chloé Courage Fjelstrup-Mathiesen | Lokalformand       | København          |
| Metta Jatta                       | Lokalnæstformand   | København          |
| Amira Andersen                    | Lokalformand       | Nordsjælland       |
| Oliver Luka Markussen             | Lokalnæstformand   | Nordsjælland       |
| Mathias Revsbech                  | Lokaltillægsmandat | Region Midtjylland |

## Fodnoter
1. ↑  I 2016 blev der gjort et forsøg på at etablere en alternativ landsorganisation for skoleelever, Alle Danmarks Folkeskoleelever, ADFE, men denne organisation nåede kun at virke fra januar til maj 2016, og blev endegyldigt opløst pr. 1. juni 2016.[2]
2. ↑  2. oktober 2016 etableredes en ny elevorganisation kaldet De Danske Folkeskoleelever (DDF).[3][4] Nogen organisation i traditionel forstand blev der dog aldrig rigtig tale om, idet organisationen alene tegnedes ved dens formand, organisationen havde således ingen bestyrelse eller vedtægter og afholdt ej heller nogle besluttende møder. Hvorvidt det egentlig også var muligt at tegne sig som medlem af foreningen, fremstod også en smule tvivlsomt.[5] I juli 2018 meddelte foreningen, at den vil blive endeligt opløst pr. 20. juli 2018.[6][7]
3. ↑  Teis Volstrup var den første valgte formand for DSE. Inden han blev valgt var den tidligere FLO-formand Martin Justesen formand for DSE fra den 17. - 18. april 2004.
4. ↑  Mellem d. 01.07.2020 og generalforsamlingen d. 26.11.2020 var Thea formelt Formand. Dog blev hendes arbejdsopgaver overtaget af Esther i denne periode.
5. ↑  Mellem d. 01.07.2020 og generalforsamlingen d. 26.11.2020 var Esther fungerende formand grundet coronaviruspandemien

## Forskellige eksterne kilder og henvisninger
- Danske Skoleelevers hjemmeside
- Facebookside for Danske Skoleelever
- Film: "Elevernes stemme", tilrettelæggelse Majken Astrup & Vera Rosenbeck (18:33 min.), færdiggjort 2015 - offentligt frigivet 2016
- Radioudsendelse: "Politik i skolegården", idé og tilrettelæggelse, Andreas Munk (44 min.), sendt 1. gang d. 6. april 2011 på Danmarks Radio P1
- AW - Region Sjælland, DSB? - Hvad er DSE? (af Mia Rosa Portocarrero), 17. september 2012
- Martin Justesen: "Da splittelsen blev til samling og styrke", Elev-Nyt, nr. 1, 31. årg., maj 2008. (ss. 9-12)
- "DSE-Nyt", 1. årgang, nr. 12, 6. april 2009. 5-års jubilæum
- Ole Ryhl Olsson: "DSEs første landskonference - og vejen dertil", Elev-Nyt, nr. 1, 38. årg., maj 2015. (s. 12)

56°12′38.9″N 10°13′13.8″Ø / 56.210806°N 10.220500°Ø